# Krzysztof Jakubik

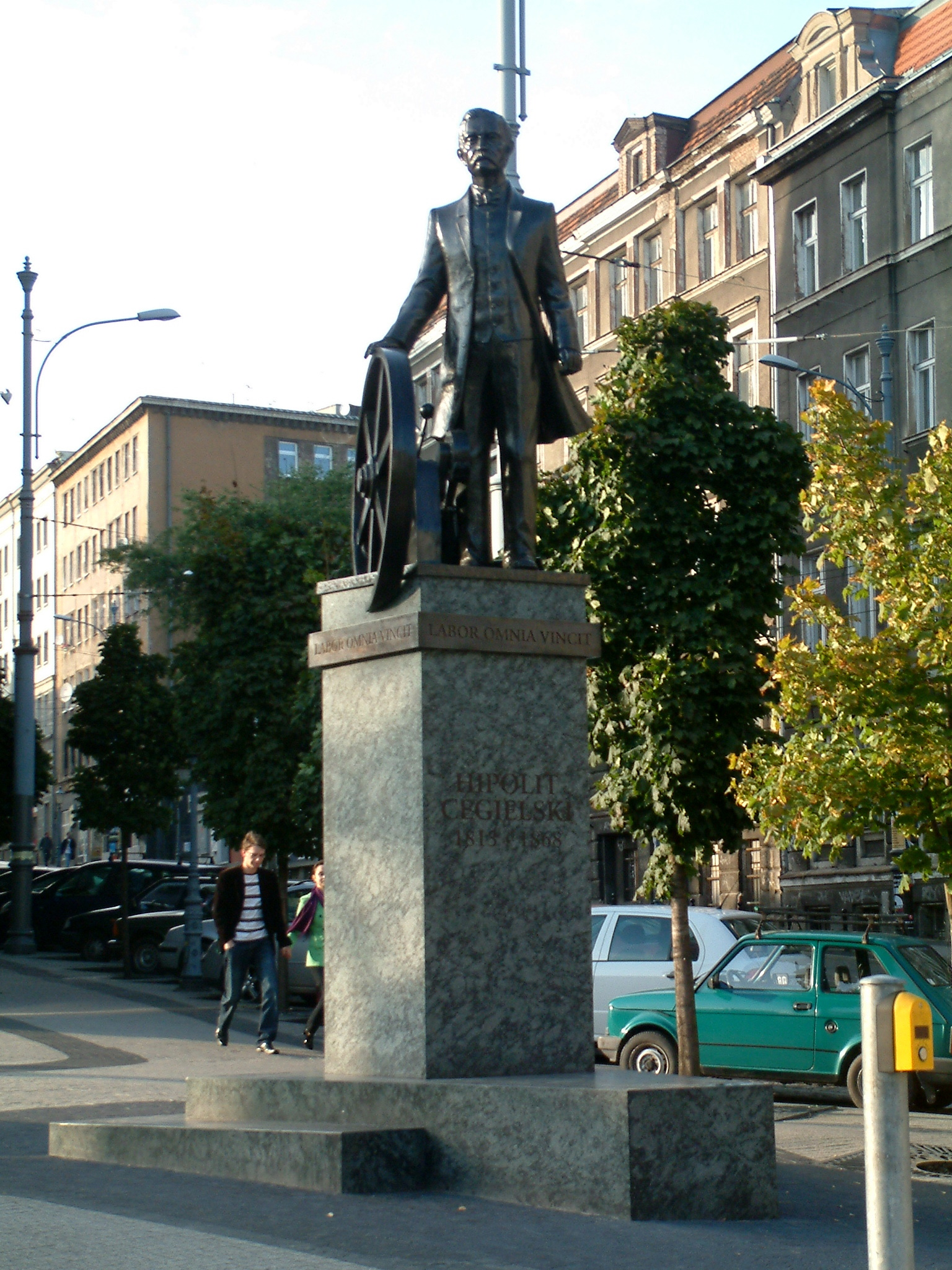
Pomnik Hipolita Cegielskiego w Poznaniu autorstwa Krzysztofa Jakubika

Krzysztof Jakubik (ur. 24 maja 1951 w Poznaniu, zm. 23 lipca 2018) – polski artysta rzeźbiarz i medalier.

## Życiorys
W 1981 uzyskał dyplom z wyróżnieniem w Państwowej Wyższej Szkole Sztuk Plastycznych w Poznaniu. Był trzykrotnym stypendystą Ministerstwa Kultury i Sztuki, członkiem Światowej Federacji Medalierów FIDEM, wiceprzewodniczącym Zarządu Krajowego Związku Polskich Artystów Rzeźbiarzy w Warszawie.

## Twórczość
Autor m.in. następujących monumentów:
- Pomnik Hipolita Cegielskiego w Poznaniu,
- Ławeczka ks. Piotra Wawrzyniaka w Śremie,
- Pomnik św. Faustyny w Astanie, stolicy Kazachstanu,
- Pomnik Armii Krajowej w Licheniu,
- Pomnik ks. Piotra Wawrzyniaka w Mogilnie,
- Pomnik ks. dr Czesława Piotrowskiego przed Liceum Ogólnokształcącym Katolickiego Stowarzyszenia Wychowawców im. bł. Natalii Tułasiewicz i Publicznego Gimnazjum Katolickiego im. św. Stanisława Kostki[2].

Ponadto autor tablic pamiątkowych, w tym tablicy ku czci Kurta Lewina w Mogilnie, a także około 800 medali i małych form rzeźbiarskich.
Jego dzieła były eksponowane na wystawach indywidualnych m.in. w Norymberdze, Moskwie, Poznaniu, Krakowie i Warszawie, znajdują się w zbiorach muzealnych i kolekcjach prywatnych. Uczestniczył też w wystawach zbiorowych rzeźby. 